# Rattenschwanzrettich
Der Rattenschwanzrettich (Raphanus sativus subsp. mougri; Syn.: Raphanus sativus L. var. mougri H.W.J.Helm) auch Schlangenrettich, Schotenrettich, Luftradies, Mogri oder Mongri genannt, ist eine Nutzpflanze aus der Familie der Kreuzblütengewächse. Er ist sehr eng mit dem Radieschen (Raphanus sativus subsp. sativus) verwandt und kommt aus Asien.

## Vorkommen
Der Rattenschwanzrettich kommt in Indien, Sri Lanka, Myanmar, Thailand, Indonesien und Malaysia vor.

## Taxonomie
Der Rattenschwanzrettich (Raphanus sativus subsp. mougri) hat die Synonyme Raphanus caudatus L.f. und Raphanus sativus var. caudatus (L.f.) H.Vilm.

## Nutzung
Anders als beim Radieschen isst man jedoch nicht die Rübe, sondern die bis zu 15 cm langen, an „Rattenschwänze“ erinnernden, knackigen Schoten, die in rohem unreifem Zustand verzehrt oder in Essig eingelegt werden. Auch seine Blätter werden als Gemüse verwendet.
Die Aussaat kann zwischen April und August im Freiland erfolgen. Sie werden wie Radieschen in Reihen gezogen. Nach etwa sieben Wochen kann geerntet werden.